# Pensioenpremie
Pensioenpremie is een bedrag dat wordt betaald om een pensioen op te bouwen. De premie hangt af van de gewenste kwaliteit van het pensioen en van de manier waarop de risico's die het pensioenfonds loopt zijn uitgepakt. In de meeste gevallen wordt de premie deels door de werkgever, deels door de werknemer betaald, vaak ieder de helft. Bij het kwaliteitsniveau dat in Nederland normaal wordt geacht hoort een totale premie van 25 tot 30%. Zo is de premie voor de verplichte pensioenregeling 24,75% bij Pensioenfonds Detailhandel  en 27,9% bij het ABP .
De premie reageert ook eenmalig als de overheid hogere solvabiliteitseisen stelt. Door middel van de premie wordt dan van een generatie gevraagd te sparen voor het eigen pensioen en voor de extra benodigde buffers. Hierdoor ontstaat druk op de solidariteit:
In een beschikbare-premiesysteem bepalen de pensioenpremie, de kosten en het rendement op de inleg het kapitaal wat beschikbaar komt om bij pensionering een lijfrente te kopen.
In een beschikbare-uitkeringssysteem is de pensioenpremie een belangrijk instrument voor de besturing van een pensioenfonds. De premie kan worden verhoogd om een te lage dekkingsgraad te bestrijden of verlaagd als de dekkingsgraad als hoger dan gewenst wordt beoordeeld. Het is zo het instrument waarmee het beleggingsrisico over de premiebetalende deelnemers van een fonds wordt verdeeld.
In Nederland zijn bepaalde betaalde pensioenpremies aftrekbaar in Box 1. De uitkeringen worden belast in Box 1. Over het opgebouwde pensioenvermogen wordt geen Box 3-belasting geheven. Jaarlijks geeft de fiscus zo een aftrekpost weg in box 1 van 30 miljard, die pas decennia later terugkomt als het pensioen wordt genoten. De Nederlandse pensioenreserve van 1000 miljard is groter dan die van alle andere eurolanden bij elkaar.
Zie ook Witteveenkader.

## Beperking van de Nederlandse onbelaste pensioenopbouw binnen het Witteveenkader
Door in tegenstelling met Luxemburg de pensioenpremies aftrekbaar te stellen in box 1 en de pensioenvermogens niet te belasten in box 3, is jaarlijks 24 miljard euro minder belasting verschuldigd. De belastingdienst loopt dit bedrag jaarlijks mis in Box 1 en Box 3.
Op 14 mei 2013 bracht DNB naar buiten voorstander te zijn van de voorgestelde verdere beperking van het Witteveenkader. De jaarlijkse premieaftrek van 30 miljard in Box 1 remt de economie.
Terugbrengen tot 21 miljard euro van de fiscaal aftrekbare premies, zoals voorgesteld door het kabinet Rutte II, brengt 9 miljard euro terug naar de huidige economie en de belastingdienst.
Op 7 juni 2013 kwam naar buiten dat sociale partners de jaarlijkse belastingvrije premieopbouw hadden teruggezet op 1,85%. De regering zou bereid zijn dit onderhandelingsresultaat te steunen.

## Voetnoot
1. ↑  Premies pensioenfondsen stijgen dit jaar meer dan ooit. NOS (19 januari 2021). Geraadpleegd op 15 juni 2023.
2. ↑  Pensioenpremie en -opbouw in 2023. Geraadpleegd op 15 juni 2023.
3. ↑  Pensioenpremie. Geraadpleegd op 15 juni 2023.
4. ↑  Weblog op weblogs.nrc.nl, 28 september 2010
5. ↑  http://media.leidenuniv.nl/legacy/kpg-2003-06.pdf
6. ↑  Zie ook een rapport van het CPB uit 1998: http://www.cpb.nl/publicatie/fiscale-behandeling-van-pensioenbesparingen-discussie
7. ↑  http://www.cbs.nl/nl-NL/menu/themas/macro-economie/publicaties/artikelen/archief/2007/2007-2348-wm.htm
8. ↑  http://www.mejudice.nl/artikel/791/nederland-puissant-rijk-maar-gierig-als-een-oude-vrek
9. 1 2  http://www.dnb.nl/nieuws/nieuwsoverzicht-en-archief/dnbulletin-2013/dnb291008.jsp
10. ↑  https://web.archive.org/web/20130728221843/http://www.pensioenfederatie.nl/actueel/nieuws/Pages/DNB_beperking_Witteveenkader_kan_economie_oppepper_geven_597.aspx
11. ↑  Advies Raad van State over beperking Witteveenkader april 2013
12. ↑  http://www.bd.nl/algemeen/economie/sociale-partners-sluiten-pensioenakkoord-1.3856818